# مطار الدويد
مطار الدويد مطار تاريخي مغلق، يعتبر أقدم مطار مدني تأسس في منطقة الحدود الشمالية، ويبلغ عمره أكثر من 70 عاماً. المطار الذي أسسته شركة التابلاين لاتزال آثار المطار باقية حتى اليوم. أبرز من هبط بالمطار كان الملك سعود بن عبد العزيز.

## الموقع
يقع جنوب قرية الدويد التابعة لمحافظة العويقيلة في منطقة الحدود الشمالية. يقع جنوب شرق مطار عرعر الحالي ويبعد عنه مسافة 150 كم.

## الخصائص
يحتوي المطار على مدرجين بشكل حرف “Y” يبلغ طول المدرج الرئيسي 2,835 متر (9,301 قدم) وعرضه 45 متر (148 قدم) ، والمدرج الثاني يبلغ طولة 2,332 متر (7,651 قدم) وعرضه 45 متر (148 قدم).